# Чинцано (Италия)
 Тази статия е за селото в Северна Италия.  За италианската марка вермут вижте Чинцано.  
Чинца̀но (на италиански: Cinzano; на пиемонтски: Cinsan, Чинсан) е село и община в Метрополен град Торино, регион Пиемонт, Северна Италия. Разположено е на 495 m надморска височина. Към 1 януари 2020 г. нселението на общината е 328 души, от които 14 са чужди граждани.